# Conopyge cinctipes
Conopyge cinctipes är en stekelart som beskrevs av Joseph Kriechbaumer 1898. Conopyge cinctipes ingår i släktet Conopyge och familjen brokparasitsteklar. Inga underarter finns listade i Catalogue of Life.